# Афина-2
Афина-2 (англ. Athena II, LLV-2 / LMLV-2) — американская ракета-носитель лёгкого класса, разработанная и сконструированная компанией Lockheed Martin. Первый пуск ракеты-носителя Афина-2 состоялся 7 января 1998 года со стартовой площадки LC-46 космодрома на базе ВВС США на мысе Канаверал. В качестве полезной нагрузки был космический аппарат Lunar Prospector.

## История создания
Во второй половине 1980-х годов компания «Lockheed» (ныне — «Lockheed Martin»), будучи главным разработчиком ряда баллистических ракет подводного базирования (UGM-27 «Поларис» , UGM-73 «Посейдон» и «Трайдент»), приступила к изучению проекта переоборудования своих ракет для реализации возможности запуска космических аппаратов.
В 1993 году компания «Lockheed» объявила о планах создания семейства ракет носителей LLV (англ. Lockheed Launch Vehicle), в 1995 году новые ракеты-носители получили название LMLV (англ. Lockheed Martin Launch Vehicle), а позднее получили собственное имя — «Афина». Первые три модели семейства предназначались для выведения на низкую околоземную орбиту грузов массой 1—4 тонны при стоимости запуска 14—20 млн. долларов (в ценах 1993 года).
Основным элементом ракет Афина стал универсальный твердотопливный двигатель «Кастор-120», созданный компанией «Thiokol» на базе первой ступени межконтинетальной баллистической ракеты (МБР) MX. Общая стоимость разработки нового ракетного двигателя составила около 50 млн долларов (в ценах 1993 года).

## Конструкция
Четырёхступенчатая ракета-носитель Афина-2 комплектуется твердотопливным ракетным двигателем (РДТТ) «Кастор-120» на первой и второй ступени, РДТТ «Орбас-21D» тягой в вакууме 19,6 т на третий ступени и жидкостным разгонным блоком довыведения ОАМ (сокр. от англ. Orbit Adjust Module), разработки компании Olin Aerospace, в качестве двигателя четвёртой ступени. Разгонный блок ОАМ предназначался для непосредственной доставки полезного груза на рабочую орбиту. Кроме этого, с его помощью контролируется положение ракеты по каналу крена на этапе работы нижних ступеней, а также её стабилизация на пассивных участках полёта.
Для пространственной ориентации ракеты используются шесть двигателей тягой по 11,3 кг, довыведения обеспечивают четыре ЖРД тягой по 22,6 кг, ориентированные по оси ракеты-носителя. Все двигатели третьей ступени однокомпонентные, в качестве топлива используется гидразин, который подаётся из бачков вместительностью по 59 кг под давлением в 31 атм. В зависимости от задач полёта в блоке третьей ступени может быть установлено от 2 до 6 топливных ёмкостей, в результате чего масса ступени варьируется в пределах от 617 до 818 кг.
Разгонным блок ОАМ также содержит основные элементы управления ракетой-носителем. Система наведения включает в себя автопилот, три лазерных гироскопа и три акселерометра. Бортовая аппаратура позволяет формировать круговые орбиты на высоте 1100 км с точностью ± 5,4 км.
Стандартный головной обтекатель ракеты-носителя Афина-2 имеет диаметр 2,34 м и общую массу не более, чем 792 кг. Объём камеры полезной нагрузки составляет 10,6 м3. Кроме этого, для этой модели был спроектирован головной обтекатель диаметром 3,05 м и с полезным объёмом 29,5 м3. С таким обтекателем высота ракеты-носителя составляет 30,2 м, со стандартным — 28,2 м.
При стартовой массе в 120,2 т ракета-носитель Афина-1 позволяет доставлять на круговую орбиту высотой 500 км и наклонением 28,5° полезную нагрузку массой не более, чем 1200 кг, на полярные орбиты, высотой 1200 км, груз массой около 960 кг, а на траекторию полёта к Луне — аппараты массой 450 кг.

## Модификации
В 2012 году была разработана четырёхступенчатая модификация — ракета-носитель Афина-2с, основным отличием которой является использование на третьей ступени двигателя Кастор-30, а также ряд конструктивных изменений в бортовой аппаратуре системы управления и адаптера полезной нагрузки.

## Стартовые площадки
Пуск ракеты-носителя Афина-2 осуществлялся с трёх космодромов:
- Стартовая площадка LC-1 коммерческого космодрома Кадьяк, расположенного на одноимённом острове у берегов Аляски;
- Стартовая площадка LC-46 коммерческого частного космодрома «Космопорт Флорида», образованный властями штата Флорида на Базе ВВС США на мысе Канаверал;
- Стартовые площадки SLC-6 и SLC-8 на космодроме на Базе ВВС США «Ванденберг», расположенного в округе Санта-Барбара (штат Калифорния).

## История пусков
Первый пуск ракеты-носителя Афина-2 состоялся 7 января 1998 года со стартовой площадки LC-46 космодрома на базе ВВС США на мысе Канаверал. В качестве полезной нагрузки был космический аппарат Lunar Prospector.
| 1 | 1 июля 1998 года      | LM-005 | Lunar Prospector | Discovery 3 | 1998-001A | 25131 | База ВВС США на мысе Канаверал LC-46 | Успех  |
| 2 | 27 апреля 1999 года   | LM-005 | Ikonos 1         |             |           |       | База Ванденберг SLC-6                | Авария |
| 3 | 24 сентября 1999 года | LM-007 | Ikonos 1         | Ikonos 2    | 1999-051A | 25919 | База Ванденберг SLC-6                | Успех  |

## Статьи
- Gregory J. Kehrl. Athena Mission Planner’s Guide (MPG) // Lockheed Martin. — 2012.
- Gregory J. Kehrl. Modernized Athena Ic & IIc Space Launch Vehicles // Lockheed Martin. — 2012.